# Carlisle FM
Carlisle FM (CFM) – brytyjska komercyjna rozgłośnia radiowa, która rozpoczęła nadawanie w 1993 roku. Zasięgiem obejmuje północną Kumbrię.
O godzinie 8.00, dnia 14 kwietnia 1993, John Myers (ówczesny dyrektor stacji oraz gospodarz porannej audycji) rozpoczął nadawanie stacji piosenką Tiny Turner „The Best”. Radio pierwotnie było w posiadaniu Border Television – stacji telewizyjnej nadającej na pograniczu Szkocji i Anglii. W 2005 roku stację kupiło East Midlands Allied Press (EMAP) – brytyjska firma medialna, będąca w posiadaniu bardzo wielu magazynów prasowych oraz wielu stacji radiowych i telewizyjnych. W 2008 EMAP zostało wykupione przez Bauer Media, które stało się właścicielem Carlisle FM. Format radia Carlisle FM to CHR, a jego liner to The Best Mix of Music („Najlepszy miks muzyki”).

## Nadawanie i odbiór
Stacja obecnie nadaje swój sygnał z 4 nadajników, z których obejmuje obszary:
- północna Kumbria i południowo-zachodnia Szkocja z nadajnikiem w Carlisle i częstotliwością 96,4 FM
- Penrith i Dolina Valley – częstotliwość 102,5 FM
- Workington i zachodnia Kumbria – częstotliwość 102,2 FM
- Whitehaven i zachodnia Kumbria – 103,4 FM

Dwa ostatnie nadajniki, które objęły zasięgiem zachodnią część hrabstwa Kumbria (zwiększając tym samym potencjalną liczbę słuchaczy), rozpoczęły nadawanie 30 października 1995 roku.
Istnieje możliwość słuchania radia Carlisle FM poprzez Internet.